# Anserimimus planinychus
L'anserimimo (Anserimimus planinychus) è un dinosauro bipede descritto nel 1988, appartenente al gruppo di dinosauri noti come “dinosauri struzzo”, altrimenti conosciuti come Ornitomimidi. Dotato con tutta probabilità di un corpo corto e compatto, due lunghe zampe posteriori, un lungo collo sormontato da una piccola testa senza denti, Anserimimus è noto però per resti parziali.

## Unghie piatte
Al contrario degli altri generi della famiglia, dotati di caratteristici lunghi artigli ricurvi sugli arti anteriori, Anserimimus aveva unghie piatte e larghe, dalla funzione ancora poco chiara. Vissuto nel Cretacico superiore nella zona corrispondente all'attuale Mongolia, questo animale doveva essere lungo circa 3,5 metri.